# HBO Films
HBO Films é uma divisão da HBO, que produz filmes e minisséries. Embora grande parte da produção da HBO Films são criados diretamente para o mercado de televisão, como o filme "Witness Protection" e a mini-série Band of Brothers e Angels in America, também tem ramificações em cinemas com filmes aclamados pela crítica como "Elephant" e "American Splendor". Estas versões para o cinema são normalmente geradas da Picturehouse, uma joint venture entre a HBO Films e New Line Cinema, ambos são de propriedade da Warner Bros. Discovery.

## História
HBO começou a produzir filmes em 1983 com sua bandeira HBO Pictures, seu primeiro filme, "The Story Terry Fox", também foi o primeiro filme produzido especialmente para televisão por assinatura. Outra empresa de produção cinematográfica, HBO Showcase (mais tarde HBO NYC) foi dobrada em HBO Pictures para produzir a atual empresa HBO Films.
Produções da HBO Films são geralmente considerados de alta qualidade e inovadores. Os filmes produzidos pela empresa ganharam centenas de prêmios Emmy e Golden Globe, e também ganharam o prêmio "Primetime Emmy Award" de "Melhor Filme Feito para Televisão " em todos os anos 1993-2002, exceto em 2000. "Elefant" é o primeiro filme produzido pela HBO Films que ganhou a "Palme d'Or no Festival de Cannes."